# Willian Farias
Willian Roberto de Farias (Curitiba, 6 giugno 1989) è un calciatore brasiliano, centrocampista del Grêmio Novorizontino.